# Perioada celor Cinci Dinastii și Zece Regate
Perioada Cinci Dinastii și Zece Regate denumită și Cinci Dinastii a fost o perioadă de răsturnări politice din sec al X-lea în China Imperială. În această perioadă cinci state s-au succedat în zona centrală a Chinei în timp ce mai mult de o duzină de state concurente au apărut în alte parți dar în principal în partea de Sud a Chinei.
Tradițional era a început odată cu căderea dinastiei Tang în anul 907 d.Hr și s-a încheiat odată cu fondarea dinastiei Song din 960 d.Hr. Multe state erau de fapt independente cu mult înainte de anul 907. După ce Tang s-a prăbușit regii care controlau partea centrală a Chinei s-au proclamat împărați. Războaie izbucneau frecvent între regate pentru a controla partea centrală și pentru legitimitate, apoi s-au răspândit asupra întregii țări. Ultimele state din Perioada Cinci Dinastii și Zece Regate, Han de Nord a rezistat până în anul 979.

## State
Cele cinci dinastii erau:
- Liang Târziu (907-923)
- Tang Târziu (923-936)
- Jin Târziu (936-947)
- Han Târziu (947-951 sau 979 dacă considerăm că Han de Nord face parte din dinastie)
- Zhou Târziu (951-960)

Cele zece regate erau:
- Wu (907-937)
- Wuyue (907-978)
- Min (909-945)
- Chu (907-951)
- Han de Sud (917-971)
- Fostul Shu (907-925)
- Shu Târziu (934-965)
- Jingnam (924-963)
- Tang de Sud (937-975)
- Han de Nord (951-979)

Tradițional sunt numite doar zece, de aici și numele erei, “Zece Regate”, dar unii istorici, cum ar fi Bo Yang, a numărat unsprezece, incluzând Yan și Qi  dar nu și Han de Nord deoarece l-a privit ca pe o continuare a Han Târziu. Această perioadă a dus și la fondarea dinastiei Liao în partea de nord.
Alte regimuri din această perioadă erau: Yan, Qi, Zhao, Yiwu Jiedushi, Dingnan Jiedushi, Wuping Jiedushi, Qingyuan Jiedushi, Yin, Ganzhou, Shazhou, și Liangzhou.

## Fundal
Spre sfarșitul Tang, guvernul imperial a acordat puteri sporite jiedushi, guvernatori regionali militari.  Rebeliunea Huang Chao a slăbit puterea guvernului imperial și la începutul sec X, jiedushi aveau independență față de autoritatea centrală. Astfel început Perioada Cinci Dinastii și Zece Regate.
Urmatorii jiedushi erau cei mai importanți:
‘’’China de nord’’’
- Zhu Wen în Bianzhou (în prezent Kaifeng, Henan ) precursorul Liang Târziu
- Li Keyong și Li Cunxu în Taiyuan (în prezent Taiyuan, Shanxi precursorul Tang Tarziu)
- Liu Rengong și Liu Shouguang în Youzhou (în prezent Beijing) precursorul Yan
- Li Maozhen la Fengxiang (în prezent Județul Fengxiang, Provincia Shaanxi) precursorul Qi
- Luo Shaowei la Weibo (în prezent Județul Daming, Hebei)
- Wang Rong în Zhenzhou (în prezent Județul Zhengding, Hebei)
- Wang Chuzhi în Dingzhou (în prezent Dingzhou, Hebei)

China de Sud
- Yang Xingmi în Yangzhou (în prezent Yangzhou, Jiangsu), precursorul  Wu
- Qian Liu în Hangzhou (în prezent Hangzhou, Zhejiang), precursorul Wuyue
- Ma Yin în Tanzhou (modern Changsha, Hunan), precursorul  Chu
- Wang Shenzhi în Fuzhou (în prezent Fuzhou, Fujian), precursorul  Min
- Liu Yin în Guangzhou (în prezent Guangzhou, Guangdong), precursorul Han de Sud
- Wang Jian in Chengdu (în prezent Chengdu, Sichuan), precursorul  Fostului Shu

## China de Nord

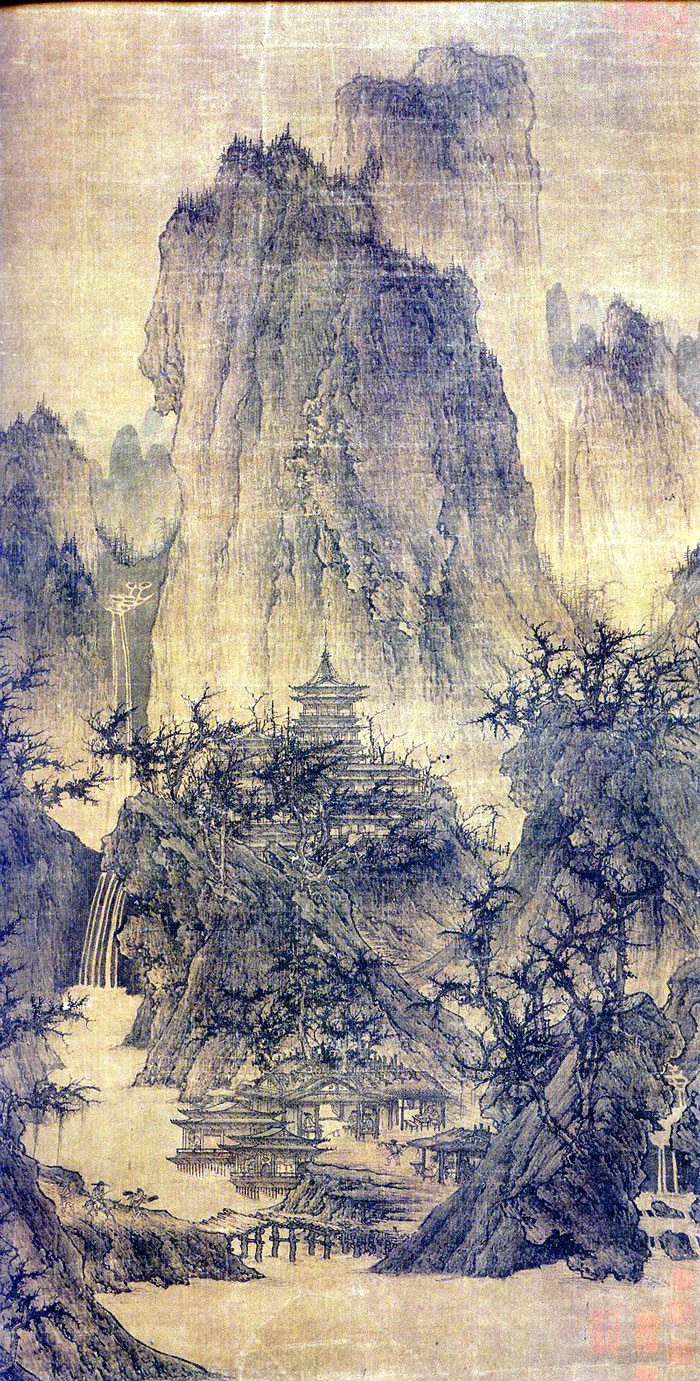
Pictura artistului Li Cheng (c. 919–967)

### Liang Târziu
În timpul dinastiei Liang, lordul războinic Zhu Wen avea cea mai mare putere din Sudul Chinei. Cu toate că la început a fost un membru din armata rebelă a lui Huang Chao a avut un rol important în reprimarea rebeliunii lui Huang Chao. Pentru aceasta i-a fost acordat titlul de Xuanwu Jiedushi. În decursul a câțiva ani și-a consolidate puterea distugând vecini și forțând mutarea capitalei imperiale la Luoyang, care se afla în sfera lui de influență. În anul 904 l-a executat pe Împăratul Zhaozhong din Tang și l-a făcut pe fiul acestuia în vârstă de 13 ani subordonatul său. Trei ani mai târziu l-a pus să abdice în favoarea sa. Atunci sa proclamat împărat, ața a luat ființă Liang Târziu.

### Tang Târziu
În ultimii ani ai dinastiei Tang lorzi rivali și-au declarat independența în provinciile pe care le stăpâneau. Nu toți recunoșteau autoritatea imperială. Li Cunxu și Liu Shouguang (劉守光) s-au luptat cu forțele regimului pentru a cuceri nordul Chinei; Li Cunxu a reuțit. El l-a învis pe Liu Shouguang (care proclamase un Imperiu Yan în anul 911) în anul 915 și s-a numit împărat în 923; în decurs de câteva luni a dus la dispariția regimului Liang Tarziu. A dus la începutul Tang Târziu Shauto –prima dintr-o lungă linie de dinastii. După ce a unit o mare parte din China de Nord, Cunxu a cucerit Fostul Shu în anul 925 , un regim care a fost stabilit în Sichuan.

### Jin Târziu
Tang Târziu a avut câtiva ani de calm urmați de o perioadă de tulburări. În 934, Sichuan si-a reafirmat independența. În 936, Shi Jingtang, un Shatuo jiedushi din Taiyuan, a fost ajutat de  Dinastia Liao într-o rebeliune împotriva Tang Târziu. În schimbul ajutorului Shi Jingtang a promis un tribut anual și cele Saisprezece Prefecturi (în prezent nordul Hebei și Beijing) Khitanilor. Rebeliunea a avut success și Shi Jingtang a devenit împărat în același an.
Nu la multă vreme de la fondarea Jin Târziu, Khitanii îl priveau pe împărat ca pe un conducător împuternicit al Chinei propriu-zisă. În 943 Khitanii au declarat război și într-o perioada de trei ani au cucerit capitala Kaifeng, marcând sfarșitul Jin Târziu. Dar în timp ce cucereau regiuni vaste din China, Khitanii nu au putut sau nu au vrut să controleze acele regiuni și s-au retras din ele în anul următor.

### Han Târziu

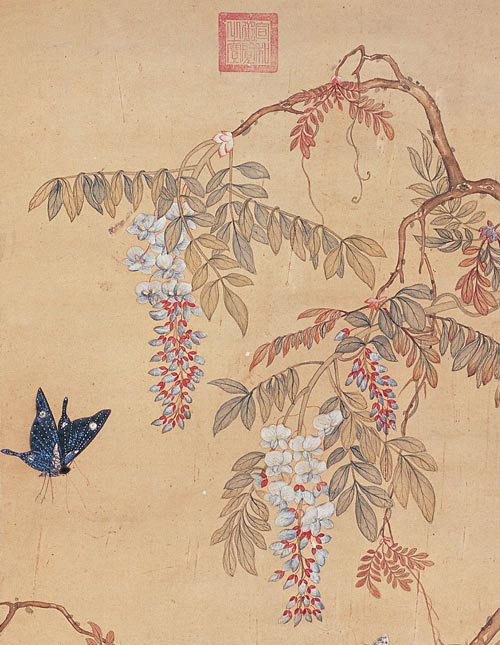
Fluture și flori deWisteria, de Xu Xi (886-975)

Pentru a umple vidul de putere, jiedushi Liu Zhiyuan a intrat în capitala imperială în 947 și a proclamat continuarea Han Târziu, stabilind al treilea regim Shauto consecutiv. Acesta a fost  cel mai scurt dintre cele Cinci Dinastii. Ca urmare a unei lovituri de stat în anul 951 când Generalul Guo Wei, a fost întronat, și a dus la începutul Zhou Târziu 
În ori ce caz Liu Chong, un membru al familiei imperiale din Han Târziu, a înființat un regim rival Han de Nord în Taiyuan și a cerut ajutorul Khitailor pentru a înfrânge pe Zhou Târziu.

### Zhou Târziu
După moartea lui Guo Wei din 951, fiul său adoptiv Chai Rong a moștenit tronul și a început o politică de expansiune și reunificare. În 954 armata lui a învins armata formată din forțele Khitailor și a Han de Nord, încheind dorința lor de a cuceri Zhou Târziu. Între anii 956 și 958 forțele din Zhou Târziu au cucerit mare parte din Tang de Sud, cel mai puternic regim din China de Sud, care a cedat tot teritoriul de la nord de Yangtze. În 959, Chai Rong  a atacat Liao într-o încercare de a recupera teritoriile cedate în timpul Jin Târziu.  După multe victorii a sucombat în fața bolii.
În 960, generalul Zhao Kuangyin a organizat o lovitură de stat și a luat tronul pentru el, fondând Dinastia Song de Nord. Acesta marcheazî sfarțitul oficial al perioadei Cinci Dianstii și Zece Regate. În următorii douazeci de ani Zhao Kuangyin și succeorul său, Zhao Kuangyi au înfrânt celelalte regimuri rămase în China propriu- zisă cucerind Han de Nord  în 979 și a reunificat China în 982.

### Han de Nord
Deseori considerat unul dintre cele zece regate Han de Nord era situat în fortăreața Shatuo la Shanxi. A fost înființat dupa ce ultima dinastie dintre cele trei create de către Turcii Shatuo a picat în mâinile Zhou Târziu în 951. Sub protecția puternicului regat Liao, Han de Nord și-a menținut independența până când dinastia Song l-a smuls de la Khitai în anul 979.

## China de Sud: Cele Zece Regate
Spre deosebire de dinastiile din nord care s-au succedat una pe alta rapid, regimurile din sudul chinei erau în general rivale, fiecare ocupând un teritoriu geografic. Acestea erau cunoscute ca și “Cele Zece Regate”

### Wu
Regatul Wu (902-937) a fost înființat în zona ce acoperă în prezent Jiangsu, Anhui și Jiangxi. A fost fondat de Yang Xingmi, care a devenit în 892 un guvernator militar al dinastiei Tang. Capitala a fost inițial la Guangling (în prezent Yangzhou) și mai târziu a fost mutată la Jinling (în prezent Nanjing). Regatul a căzut în anul 937 când a fost cucerit de fondatorii Tang de Sud

### Wuyue
Rgatul Wuyue a fost cel mai longeviv (907-978) și unul dintre ele mai puternice dintre statele sudice. Wuyue era cunoscut pentru cultura și învtământ. A fost fondat de Qiang Liu, care a așezat capitala la Xifu (în prezent Hangzhou). Ocupă provincia modernă Zhejiang dar și părți din sudul Jiangsui. Qian Liu a fost numit Prinț de Yue de către Împăratul Tang în anul 902. După căderea dinastiei Tang din anul 907, s-a numit rege de Wuyue. Wuyue a rezistat pânâ în al optisprezecelea an al dinastiei Song, când Qian Shu sa predat dinastiei care se afla în expansiune.

### Min
Regatul Min (909-945) a fost fondat de Wang Shenzhi, care s-a proclamat Prinț de Min și a stabilit capitala la Changle (în prezent Fuzhou). Unul dintre fii lui Shenzhi a proclamat independența statului Yin în partea de nord-est a Min. Tang de Sud a ocupat acel teritoriu după ce Min a cerut ajutor. În ciuda faptului că Tang de Sud și-a declarat loialitate vecinului Wuyue a terminat cucerirea Min în anul 945.

### Han de Sud
Han de Sud (917–971) a fost fondat în Guangzhou (cunoscut ca și  Canton) de către Liu Yan. Fratele lui  ,Liu Yin, a fost numit guvernator regional de către guvernul Tang. Regatul includea și  Guangdong, Guangxi, și Hainan.

### Chu
Chu (927–951) a fost fondat de către Ma Yin având capitala la Changsha. Regatul stăpânea  Hunan și Guangxi de nord-est.  Ma a fost numit guvernator militar regional de către curtea Tang în 896, și s-a numit singur Prinț de Chu după căderea Tang în 907. Statusul de Prinț de Chu a fost confirmat de către Tang Târziu în anul 927. Tang de Sud a alipit statul în 951 și a mutat familia imperială în capitala sa Nanjing cu toate că dominarea Tang de Sud a fost temporară în zonă, cum anul urmator foștii ofiteri militari din Chu conduși de Liu Yan a ocupat teritoriul. În anii de decădere al celor Cinci Dinastii și Zece Regate regiunea a fost stăpânită de Zhou Xingfeng.

### Han de Nord
Han de Nord a fost fondat de Liu Min (劉旻),înainte cunoscut ca Liu Chong (劉崇), și a rezistat din 951 până în 979.
Are capitala la Taiyuan.

### Jingnan (Cunoscut si ca Nanping)
Cel mai mic dintre statele din sud  Jingnan (924–963),  a fost fondat de Gao Jichang.  A avut baza în Jiangling și deținea alte două districte la sud-vest de Wuhan în Hubei. Gao se afla în serviciul Liang Târziu (succesorul Liang în China de Nord). Scuccesorii lui Gao au revendicat titlul de Rege de Nanping după ce Liang de Nord a căzut în anul 924. A fost un regat mic și slab prin urmare a încercat să mențină relații bune cu toata cele cinci dinastii. Regatul a căzut în fața armatelor din Song în anul 963.

### Fostul Shu
Fostul Shu (907–25) a fost fondat de către Wang Liang după căderea dinastiei Tang, și avea capitala la Chengdu. Regatul ocupa mare parte din actualul  Sichuan, vestul Hubei, și părți din sudul  Gansu și Shaanxi.  Wang a fost numit guvernator militar al Sichuan de Vest de către curtea Tang în 891. Regatul a căzut dupa ce fiul său sa predat în fața Tang Târziu în anul 925.

### Shu Târziu
Shu Târziu (935–965) este în esență o reinventare a fostului stat Shu care a căzut cu zece ani înainte în fața Tang Târziu. Pentru că Tang Târziu se afla în declin, Meng Zhixiang a găsit oportuna reafirmarea independenței Shu.  La fel ca fostul Shu, capitala era situată la Chengdu și ocupa același teritoriu ca și predecesorul său. Regatul a fost condus bine până a căzut în fața armatelor din Song în anul 965.

### Tang de Sud

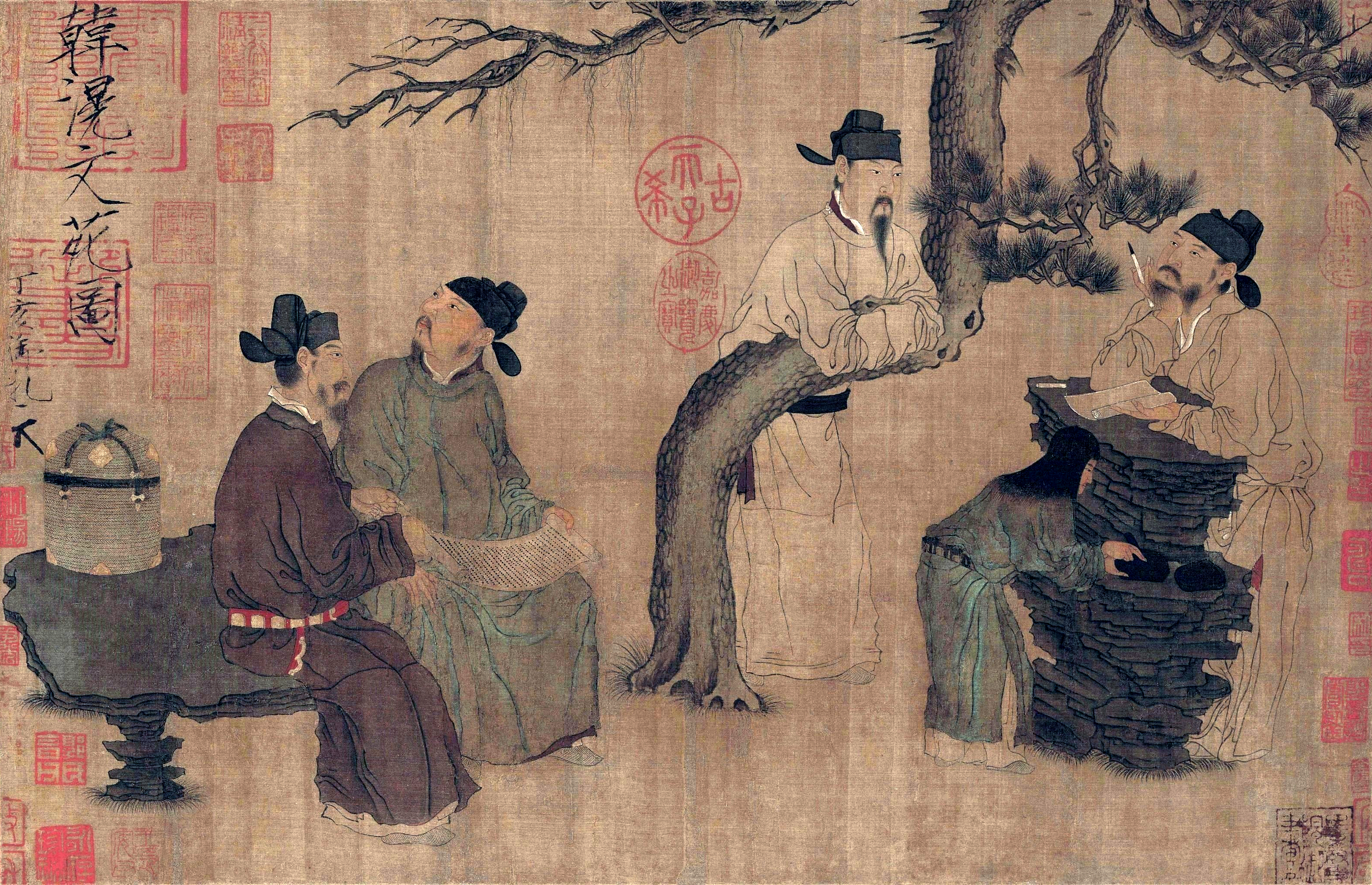
O gradină literară, de Zhou Wenju, Tang de Sud.

Tang de Sud (937–975) a fost succesorul statului Wu cum Li Bian (Împăratul Liezu) a luat statul în 937.     Extinzandu-se de la teritoriile ocupate de Wu, în cele din urmă a cucerit  Yin, Min, și Chu, deținând sudul Anhui, sudul Jiangsu, o mare parte din Jiangxi, Hunan și Hubei de Est din prezent. Regatul a devenit subordonat al Song în 961 și a fost invadat în 975, când oficial a fost alipit de Song.

### Tranziția dintre regate

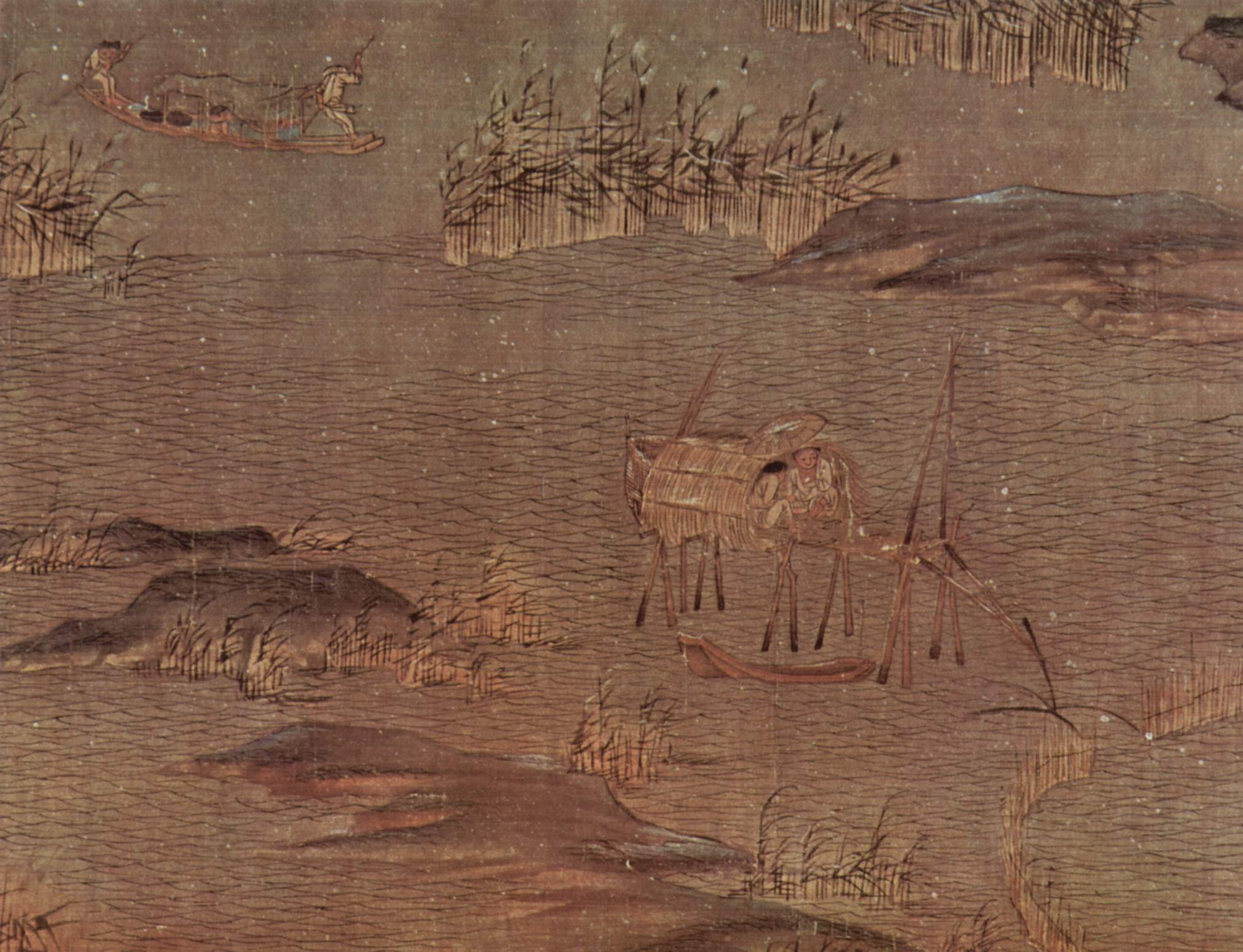
O plimbare pe râu la prima ninsoare” (五代南唐 趙幹 江行初雪圖) Shan shui pictură de Chao Khan

Cu toate că a fost mai stabilă decât partea de nord a Chinei, sudul a fost și el sfâșiat de războaie. Wu s-a razboit cu vecinii, tendința care a continuat  si când Wu a fost înlocuit de Tang de Sud. În 940 Min și Chu au suferit crize interne de care Tang de Sud a profitat, distrugând Min în 945 și Chu în 951. Resturile din Min și Chu au rezistat sub forma Qingyuan Jiedushi și Wuping Jiedushi timp de multi ani după. Cu acestea întâmplate Tang de Sud a devenit cel mai puternic regim din sudul Chinei. În orice caz nu a reușit să respingă incursiunile Zhou Tarziu și a pierdut toate teritoriile de la nord de Râul Yangtze între anii 956 și 958.
Dinastia Song a fost înființată în 960 și era detetminată să reunifice China. Jingnan și Wuping Jiedushi au fost distruse în 963, Shu Târziu în 965, Han de Sud în 971, iar Tang de Sud în 975. În final , Wuyue și Qingyuan Jiedushi au cedat teritoriile către Song de Nord în 978, aducând tot sudul Chinei sub controlul guvernului central.
Având în comun cu alte perioade de dezbinare faptul că după Perioada celor Cinci Dinastii și Zece Regate a dus la divizarea Chinei între nord și sud. Stabilitatea mare a celor Zece Regate, în special longevitatea Wu Yue și Han de Sud, a contribuit la dezvoltarea celor două regiuni în China.

## Alte lecture
- en Davis, Richard L. (2015). From Warhorses to Ploughshares: The Later Tang Reign of Emperor Mingzong. Hong Kong University Press. ISBN 9789888208104.
- en Dudbridge, Glen (2013). A Portrait of Five Dynasties China: From the Memoirs of Wang Renyu (880-956). Oxford University Press. ISBN 978-0199670680.
- en Hung, Hing Ming (2014). Ten States, Five Dynasties, One Great Emperor: How Emperor Taizu Unified China in the Song Dynasty. Algora Publishing. ISBN 978-1-62894-072-5.
- en Kurz, Johannes L. (2011). China's Southern Tang Dynasty (937-976). Routledge. ISBN -9780415454964.
- en Lorge, Peter, ed. (2011). Five Dynasties and Ten Kingdoms. The Chinese University Press. ISBN 962996418X.
- en Ouyang Xiu (2004) [1077]. Historical Records of the Five Dynasties. (transl. Richard L. Davis). New York: Columbia University Press. ISBN 0-231-12826-6.
- en Schafer, Edward H. (1954). Empire of Min: A South China Kingdom of the Tenth Century. Tuttle Publishing.
- en Wang Gungwu (1963). The Structure of Power in North China During the Five Dynasties. Stanford University Press.
- en Wang Hongjie (2011). Power and Politics in Tenth-Century China: The Former Shu Regime. Cambria Press. ISBN 1604977647.